# Opihi River
Der Opihi River ist ein ca. 80 km langer Fluss in der Region Canterbury auf der Südinsel von Neuseeland.

## Geographie
Das Quellgebiet des Opihi River ist nicht klar definiert und befindet sich im Rollesby Valley, südlich des Burkes Pass und dem darüber führenden New Zealand State Highway 8. Folgt man von dort der am weitesten entfernt liegenden Quelle der zahlreichen Bäche, müsste die Quelle des Flusses an der Ostflanke der bis zu 1377 m hohen Rollesby Range liegen. Von den Hängen der Rollesby Range und dem Rollesby Valley folgt der Weg des Flusses nach Norden entlang des Burkes Pass und danach in einem Rechtsbogen in südöstliche Richtung, den Ort Fairlie passierend. Weiter in südöstliche Richtung fließend, passiert der Opihi River die Orte Pleasant Point und Temuka und mündet dann schließlich nach insgesamt ca. 80 km langen Flusslauf 14 km nordöstlich von Timaru in den Pazifischen Ozean.
Dem Opihi River führen nacheinander bis zur Mündung die Flüsse Opuha River, Tengawai River und Temuka River sowie zahlreiche kleine Streams und Creeks ihre Wässer zu.